# Josef Audes
Josef Audes (26. března 1931, Ostrov u Sokolova – 14. června 1993, Brno), vyučený soustružník, byl český saxofonista – známý především jako hráč na barytonsaxofon, klarinetista a skladatel.

## Životopis
Pocházel z rodiny, kde matka byla původem ze statku a otec byl četnický strážmistr. Oba rodiče byli hudebně nadaní – matka hrála na citeru a otec ovládal hoboj, klarinet a chromatickou harmoniku. Na brněnské konzervatoři vystudoval hru na klarinet. Roku 1957 se vydal do Polska, kde působil jako muzikant v orchestru cirkusu Gdaňsk. Po tam odehraných dvou sezónách se postupně dostal do Brna. Tam se stal od roku 1959 dlouholetým členem Orchestru Gustava Broma.
Jako pedagog byl součástí lektorského týmu Letní jazzové dílny Karla Velebného. Brněnský Big Band Josefa Audese vznikl v Brně po jeho smrti, aby připomínal přínos této osobnosti nejen pro brněnskou jazzovou scénu, podobně jeho odkaz připomíná jazzový festival Josefa Audese ve Vsetíně. Spolupracoval i s brněnským spisovatelem Josefem Prokešem.

## Diskografie (výběr)
- Československý jazz 1964 -1965[5]
- Orchestr Gustava Broma - 1966[6]
- Orchestr Gustava Broma - 1967[7]

- Orchestr Gustava Broma - 1968[8]
- Jaromír Hnilička a Karel Velebný Tentet: Týnom, tánom - 1971[9]
- Orchestr Václava Zahradníka Jazz Goes To Beat - 1975[10]
- Pavel Blatný Dialogy / Studie - 1977[11]
- Gustav Brom Polymelomodus - 1977[12]
- Fried: Moravská svatba, Slunovrat - 1975[13]
- Gustav Brom hraje swing - 1979[14]
- Saxtet Miroslava Krýsla a hosté: Sax syndrom - 1982[15]
- Orchestr Gustava Broma: A swing je tu zas! - 1982[16]
- Josef Audes: Audescence -1983[17]
- Existuje mnoho dalších archivních nahrávek jako tato: Gustav Brom se svým orchestrem: Hallelujah Time - 2005[18]